# ヤブヒョウタンボク
ヤブヒョウタンボク（藪瓢箪木、学名: Lonicera linderifolia）は、スイカズラ科スイカズラ属の落葉低木。
高さ1-2mの低木で、枝は中実で密に分枝する。岩手県北上山地に固有で、限られた山のみにあり、暗紫色の花を下向きに2個ずつつけて咲く。

## 特徴
高さは1-2mになり、茎は密に分枝する。若い枝には短い屈毛が生え、中実になる。 幹の樹皮は褐色になり、古くなると縦に裂けて落ちる。 葉は対生し、葉身は長さ1-6cm、幅7-20mmの楕円形から披針形で、先端はやや鈍頭、基部はくさび形から円形になる。葉の縁は全縁、葉の両面に短い屈毛が生え、裏面は粉白色になる。葉柄は長さ2-4mmになる。
花期は5-6月。花柄は枝の上方の葉腋から出て、細く長さ1.5-2.5cmあり、短い屈毛が生え、花柄の先に2個の花が下向きにつく。子房の基部に2個の苞があり、線形で、長さ2.5-8mm、短い屈毛と細い腺毛が生える。小苞は小さく不明瞭。子房は下位で無毛、離生する。萼片はごく短く、分裂しない。花冠は鐘形で暗紫色、5裂し、長さ7-9mm、径4mm。花冠筒部は長さ5mm、花冠裂片は広卵形で、長さ1.5-4mmになる。雄蕊は5個あり、花冠よりわずかに長い。雌蕊は1個、花柱は雄蕊より長く、基部に毛がある。果実は径5-8mmになる球状の液果で、2個ずつ並ぶが合着はせず、7-8月に赤く熟す。果柄は長さ17-25mmになる。種子は長さ2.5mmになる。

## 分布と生育環境
日本固有種。岩手県北上山地の早池峰山、姫神山、五葉山に分布し、標高500-1300mの山地から亜高山の林床の岩角地などに稀に生育する。

## 名前の由来
和名ヤブヒョウタンボクは、「藪瓢箪木」の意で、Yabu-Hyôtamboku は、牧野富太郎 （1906）による。
種小名（種形容語）linderifolia について、『絶滅危惧植物図鑑 レッドデータプランツ 増補改訂新版』の本種の著者である加藤真 (2015)は、「linderifolia という種小名が示すように、（本種の）葉は（クロモジ属 Lindera の）カナクギノキ （Lindera erythrocarpa）によく似た形をしている」と説明している。

## 種の保全状況評価
絶滅危惧IB類 (EN)（環境省レッドリスト）
都道府県のレッドデータ、レッドリストの選定状況は、岩手県がAランクになっている。
2020年2月に、絶滅のおそれのある野生動植物の種の保存に関する法律（平成4年法律第75号）による国内希少野生動植物種に指定された。環境大臣の許可を受けて学術研究等の目的で採取等をしようとする場合以外は、採取、損傷等は禁止されている。

## 下位分類
本種を基本変種とする変種にコゴメヒョウタンボク Lonicera linderifolia Maxim. var. konoi (Makino) Okuyama (1963)がある。長野県、静岡県に隔離分布する。

## ギャラリー

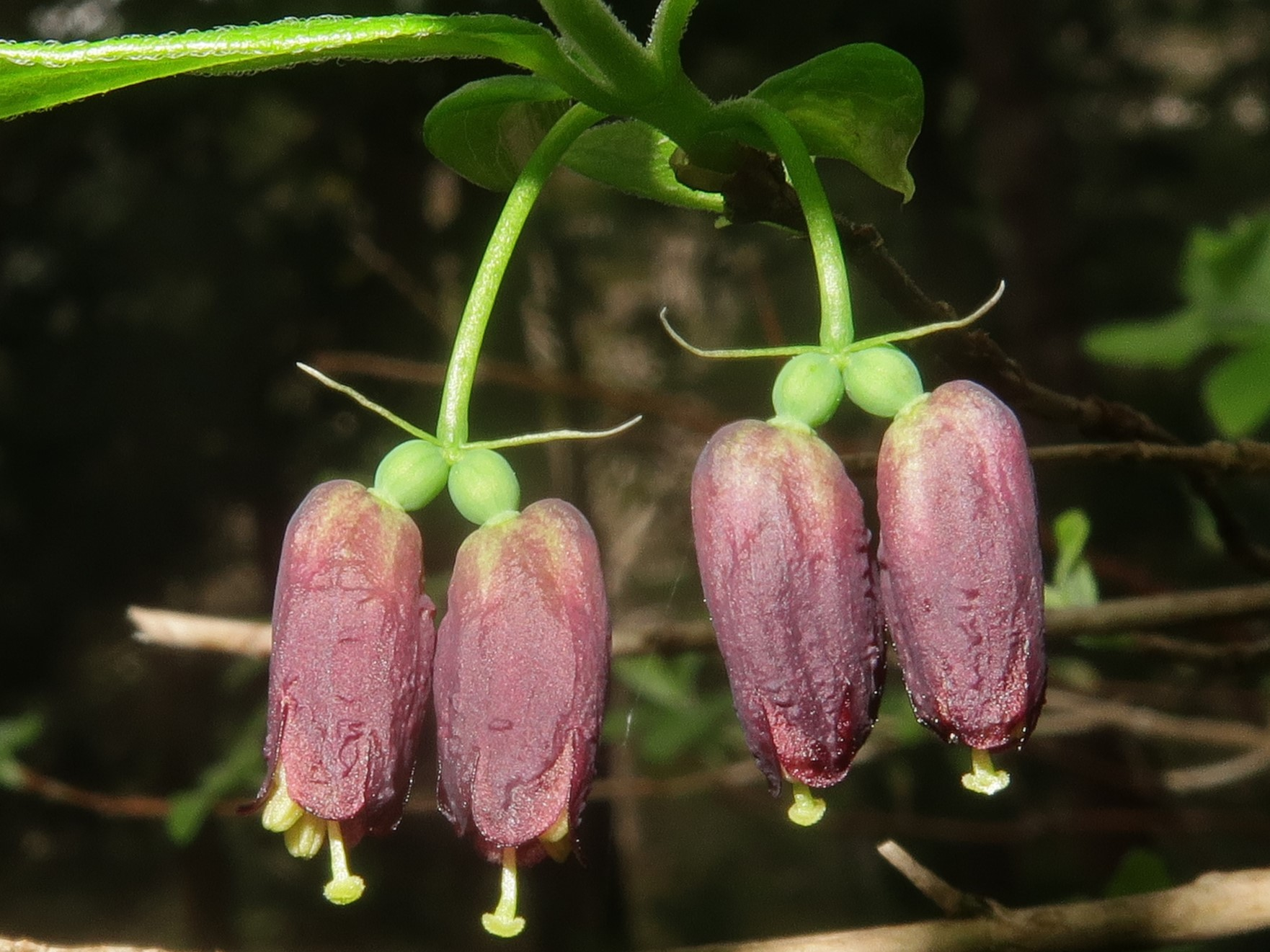
暗紫色で、鐘形の花を下向きに2個ずつつけて咲く。子房の基部に線形の2個の苞がある。雄蕊と花柱は花冠よりわずかに長い。
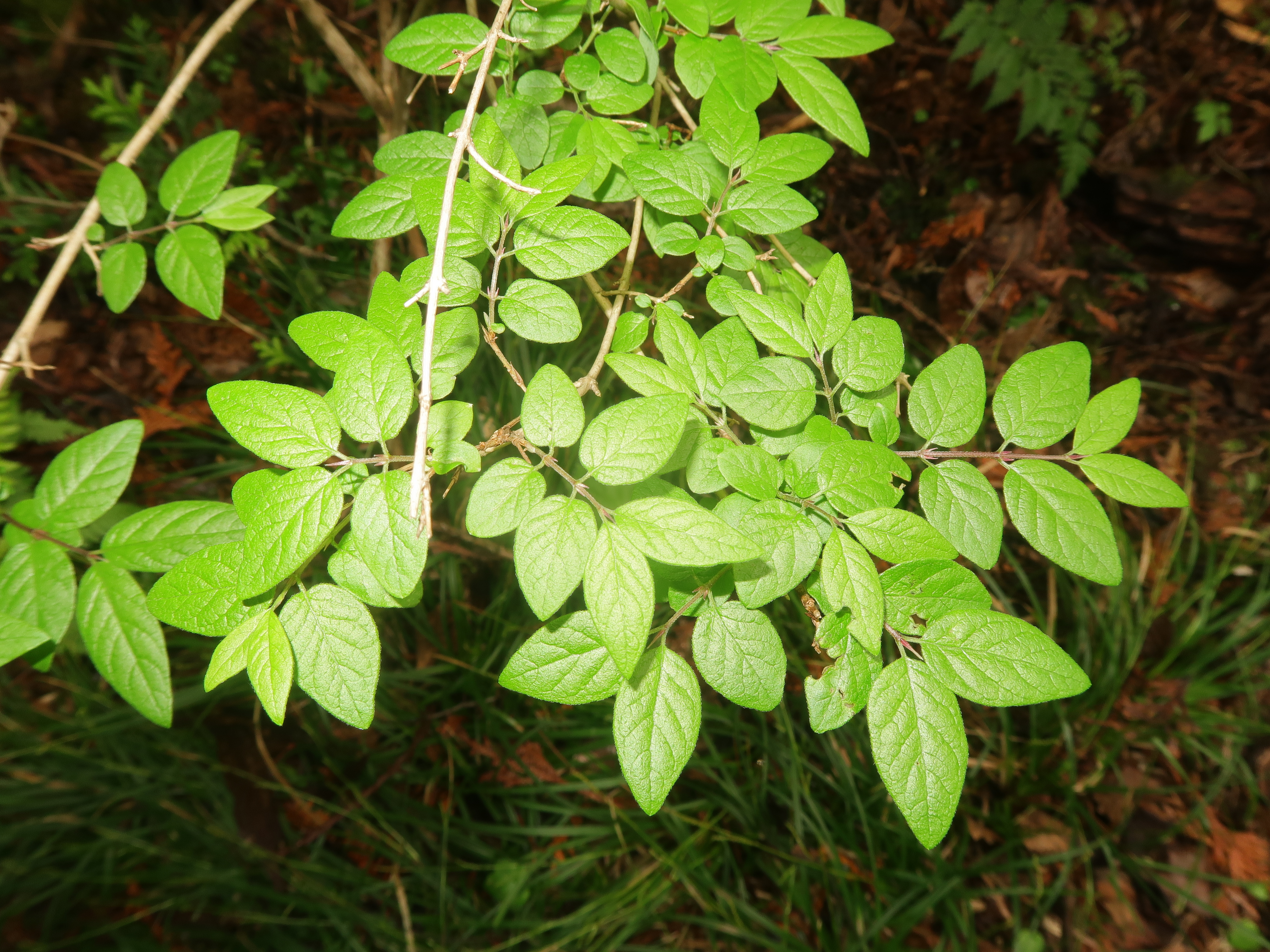
茎は密に分枝する。
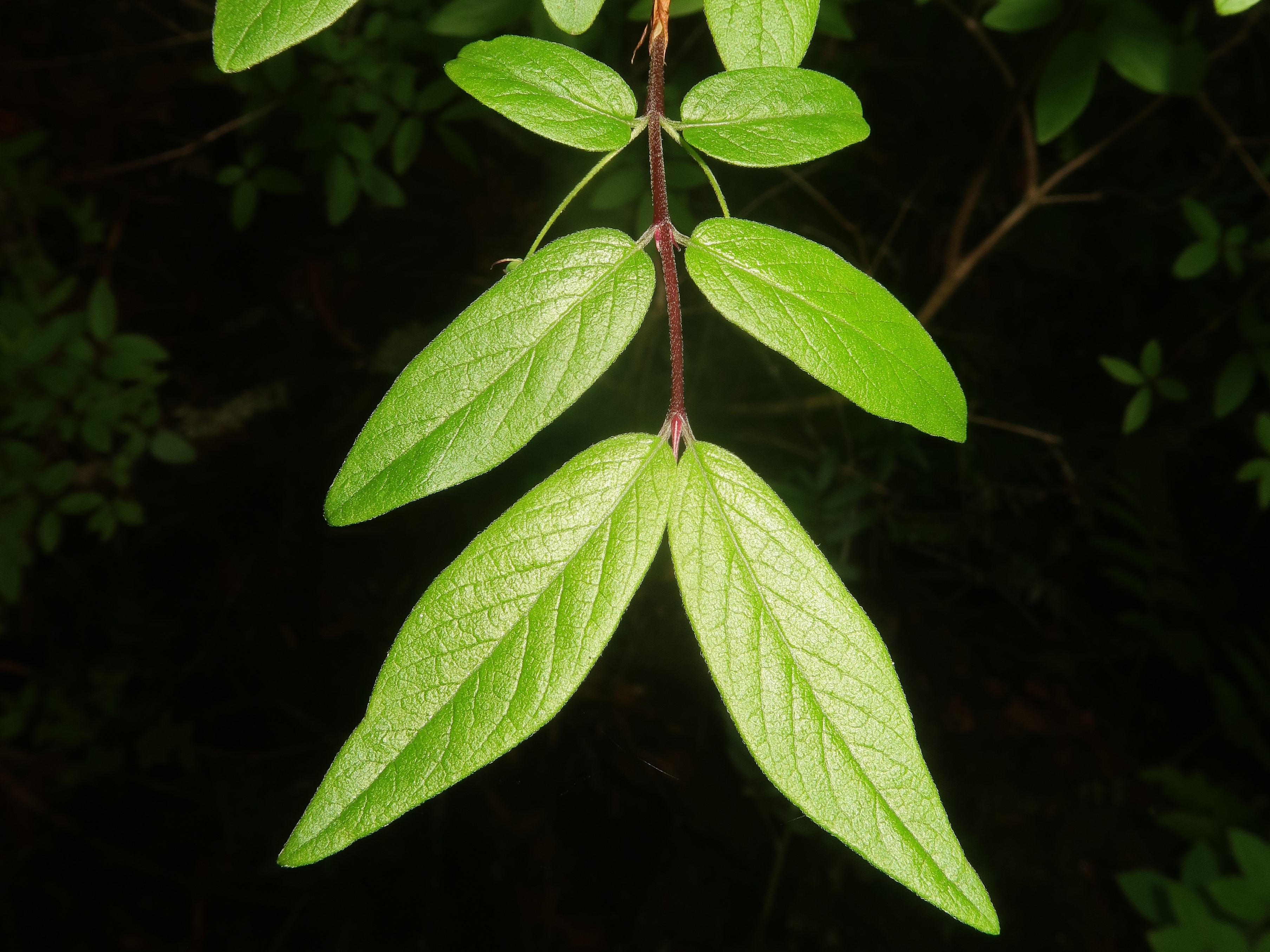
葉の表面。葉は対生し、楕円形から披針形で、先端はやや鈍頭、基部はくさび形から円形になる。葉の表面に短い屈毛が生える。
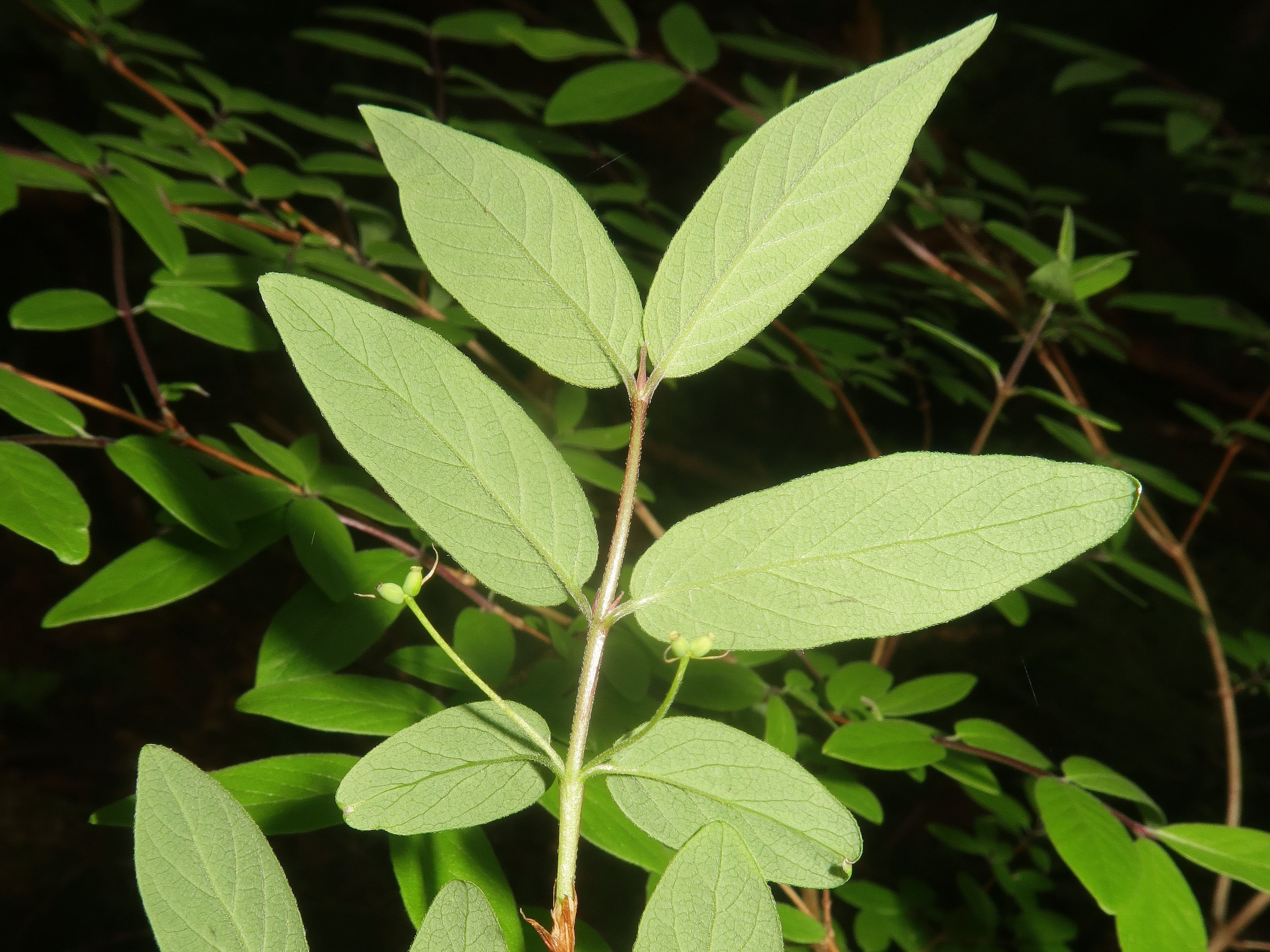
葉の裏面。短い屈毛が生え、粉白色になる。
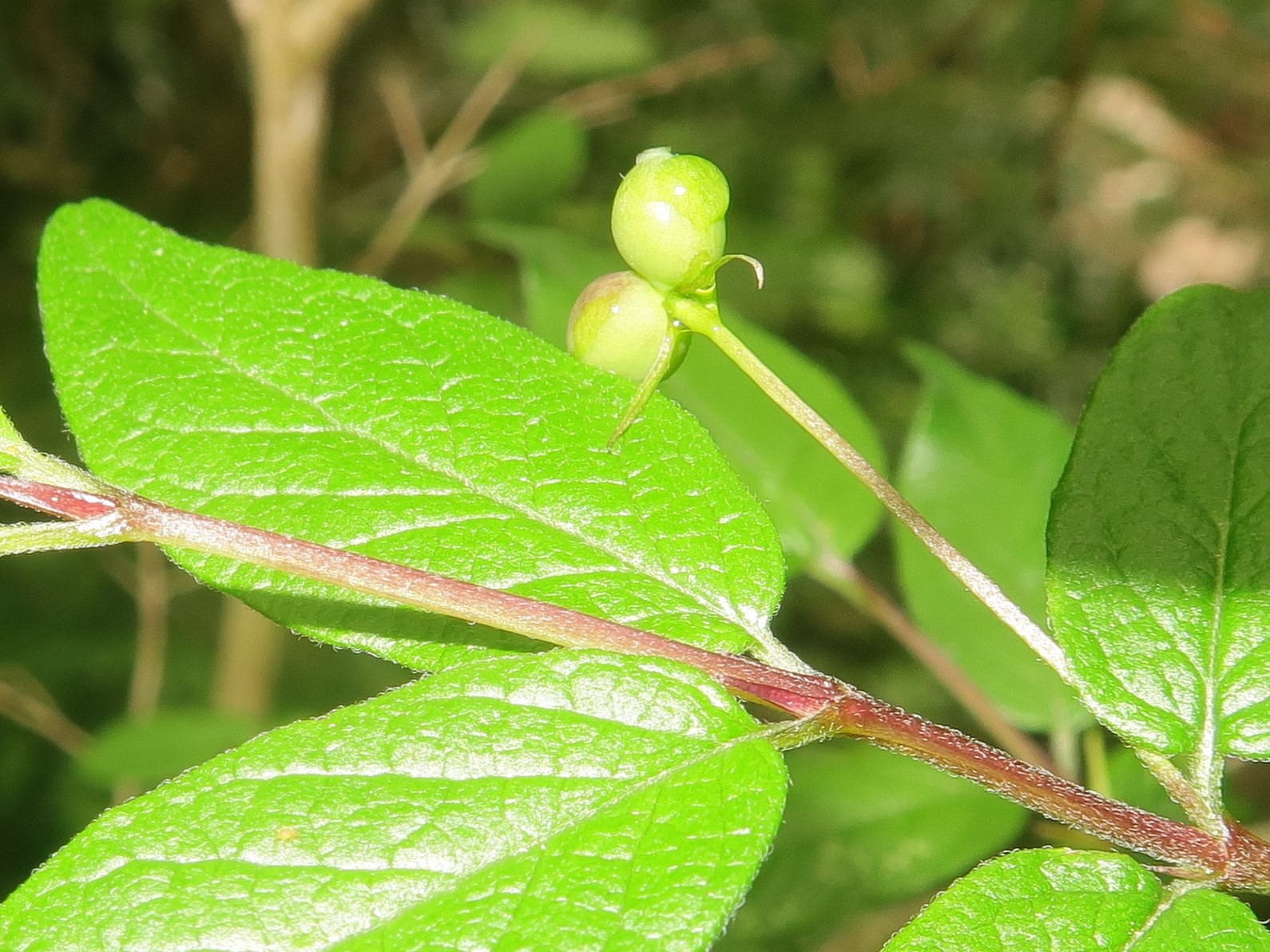
若い果実、6月上旬。7-8月には赤熟する。
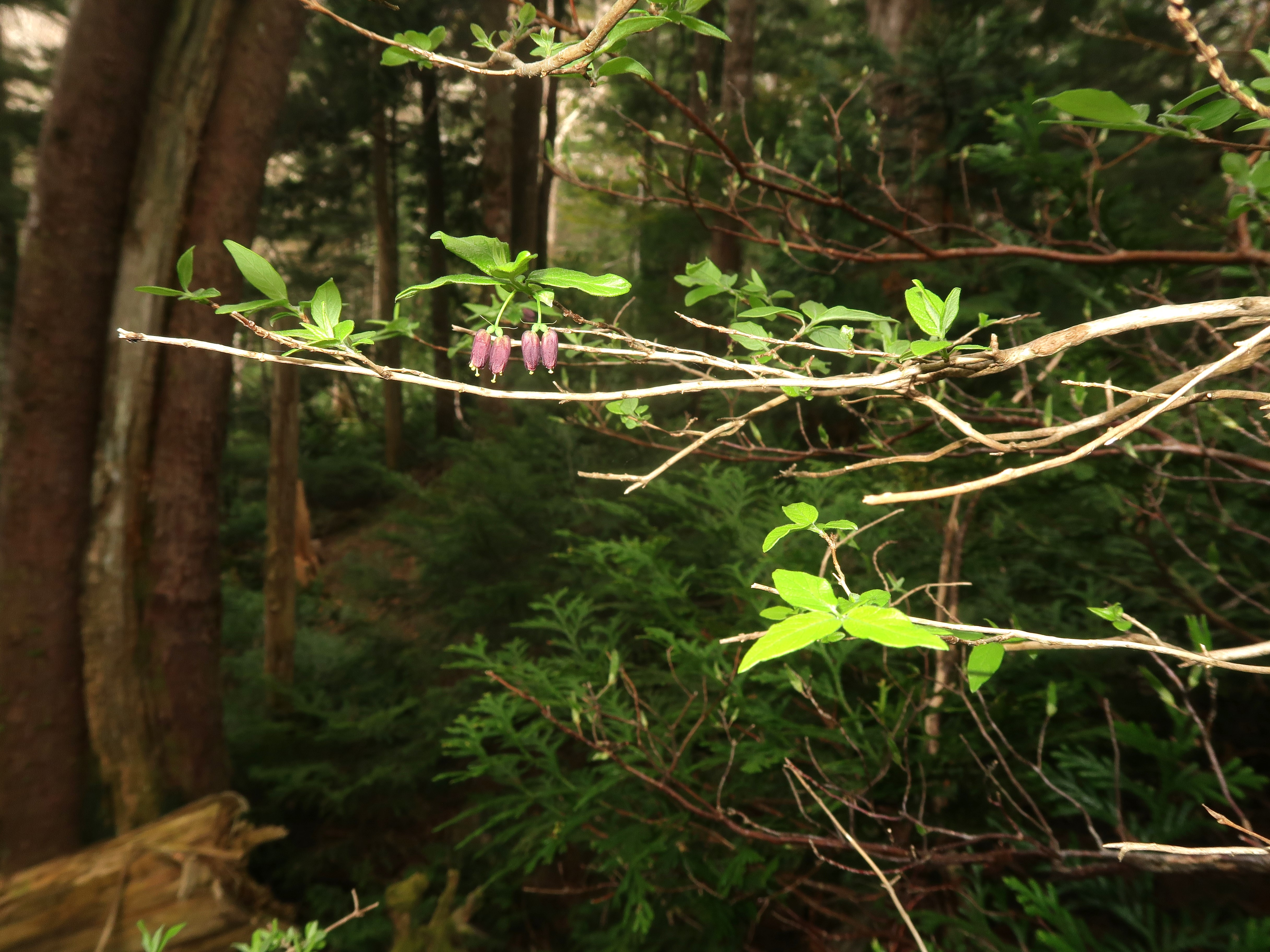
防鹿柵が無い登山道脇などでは、シカの食害により花が付いていない貧弱な個体が多かったが、2m以上の高さのある岩上の個体には花があった。
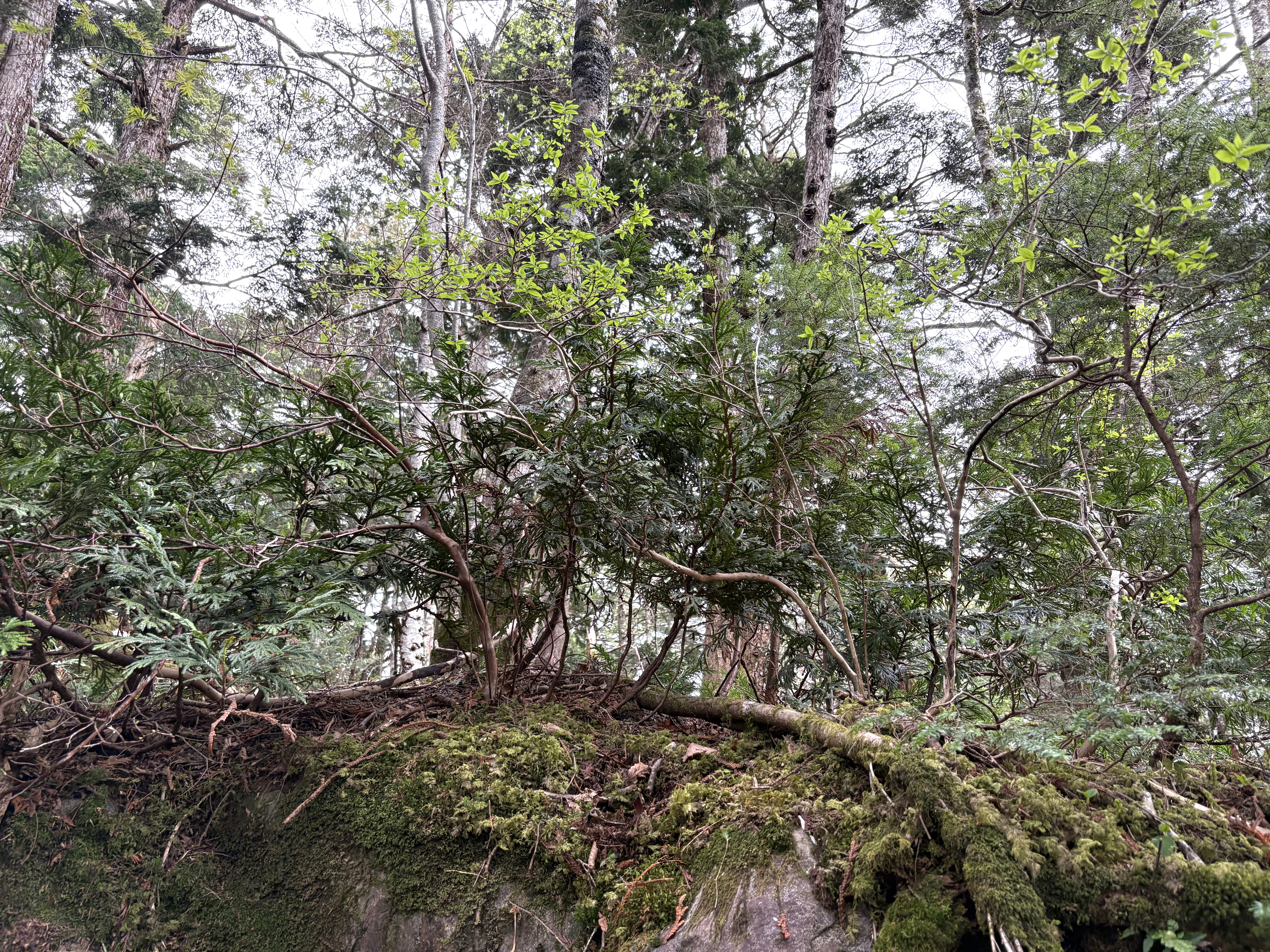
生育環境。暗い針葉樹林下の、やや開けてやや明るい苔むした岩上に生育していた。